# غلامرضا عبدالوند
غلامرضا عبدالوند (زادهٔ ۱۳۲۸ در ازنا) دبیر ادبیات فارسی دبیرستان و نمایندهٔ حوزهٔ انتخابیهٔ ازنا و دورود در دورهٔ ششم مجلس شورای اسلامی و مشاور وزیر کشور بوده‌است. وی پیش‌تر در دورهٔ پنجم نیز عضو این مجلس بود.